# Augusta Victoria (fartyg)

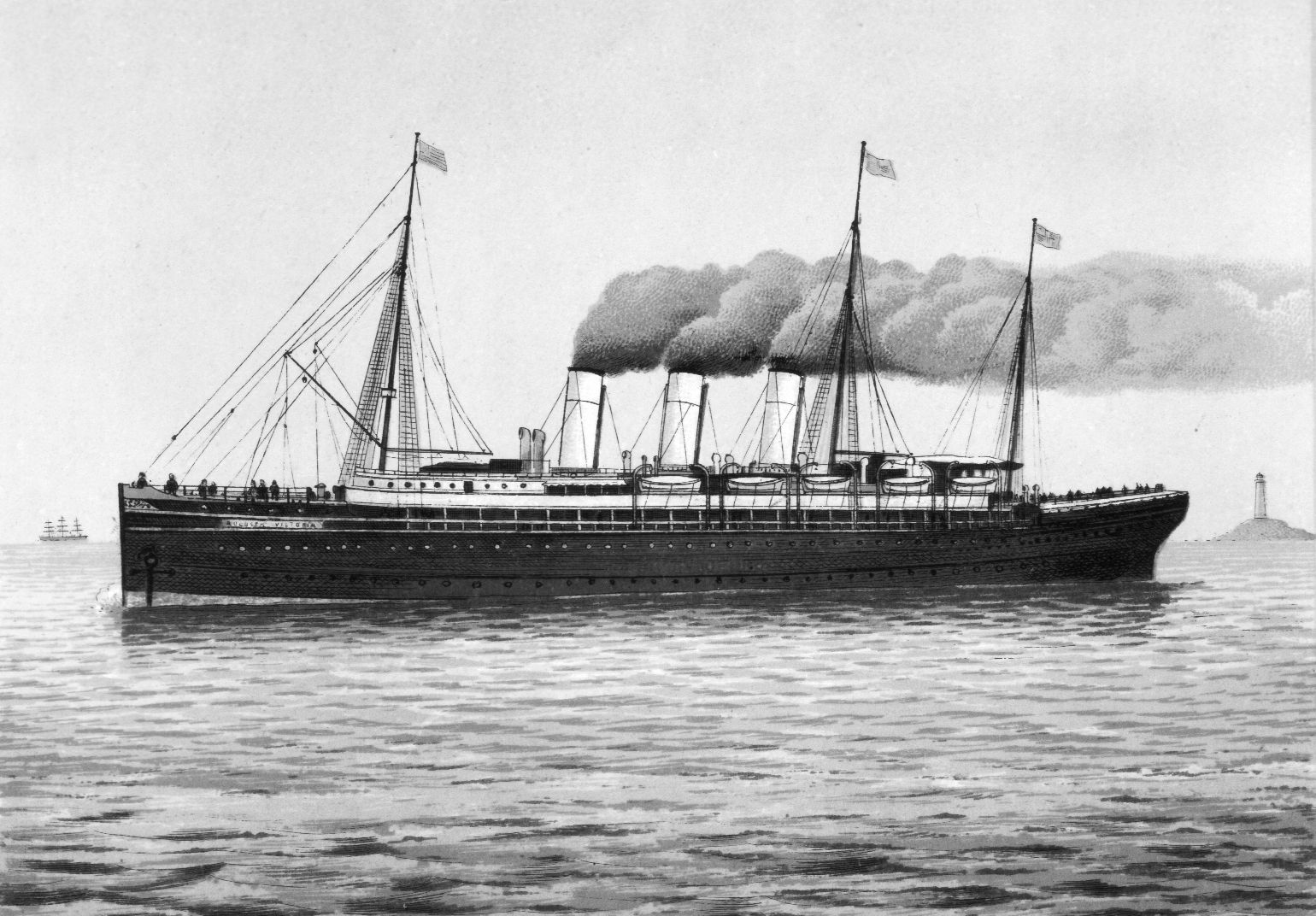
Augusta Victoria, teckning fran 1890-talet

Augusta Victoria var ett tyskt ångfartyg och ett av de första kryssningsfartygen. Det var uppkallat efter kejsarinna Augusta Viktoria.

## Historia
När skepsredaren Albert Ballin 1887 sökte ett nytt fartyg för Hamburg-Amerikalinjen (HAPAG) fick han rekommendationer av rikskansler Otto von Bismarck och arvprinsen Vilhelm att han skulle välja Vulcan-varvet i Stettin. Ballin blev övertygat och gav fartyget i oktober 1887 i uppdrag. I motsats till en propeller som var vanlig hos rederiet Norddeutscher Lloyd fick Augusta Victoria två propeller liksom brittiska fartyg. Fartyget sjösattes den 1 december 1888. Den 14 november 1889 reste Nellie Bly med fartyget från Hoboken, New Jersey till Southampton, England på sin resa Jorden runt på 72 dagar
Ballin blev missnöjd när skeppet sällan bokades under vinterhalvåret.Snart uppkom tanken att Augusta Victoria kan användas för nöjesresor under den kalla årstiden. Biljetterna såldes för 1600 till 2400 guldmark och resans passagerare kom även från England och USA. Kryssningen började den 22 januari 1891 med 24 1 passagerare varav endast 67 var kvinnor. Den gick från Cuxhaven över Southampton, Gibraltar, Genua, Alexandria, Jaffa, Beirut, Konstantinopel, Pireus, Malta, Palermo och Neapel till  Lissabon samt tillbaka. Till kejsarens ära serverades den 29 januari en middag och i Konstantinopel besöktes sultanen. Augusta Victoria var tillbaka i mars 1891.